# Tom Tupa
Thomas Joseph Tupa, Jr. (* 6. Februar 1966 in Cleveland, Ohio) ist ein ehemaliger American-Football-Spieler. Er spielte auf der Position des Punters und des Quarterbacks in der National Football League.

## Karriere
Als Kind nahm Tupa mehrere Male am NFL Punt, Pass and Kick Wettbewerb teil, bei dem er einmal gewinnen konnte. Er spielte überwiegend auf der Position des Quarterback an der High School. Hier konnte er sein Team zum State Championship führen. Er spielte ebenfalls Basketball sowie Baseball auf den Positionen des Pitcher und Shortstop. Er spielte im selben Basketball Team wie der frühere NBA Trainer Eric Musselman und NBA Forward Scott Roth.
Er übernahm die Rolle des Starting-Quarterback im Jahre 1987, an der Ohio State University, nachdem er drei Jahre hinter Mike Tomczak und Jim Karsatos platziert war. Er warf 15 Touchdowns und 12 Interceptions bei 2.252 Yards. In derselben Saison wurde er zum All-American Punter gewählt. 1988 wurde er für das Hula Bowl All-Star Game ausgewählt.

### NFL
Tupa wurde in der dritten Runde an 68ter Stelle des 1988 NFL Draft von den Phoenix Cardinals gewählt. Während seines Rookie-Jahres wurde er ausschließlich als Quarterback eingesetzt, er spielte in zwei Spielen und warf 49 Yards bei 4 von 5 angekommenen Pässen. In seiner zweiten Saison wurde er dazu als Punter eingesetzt. Er puntete sechsmal für einen Durchschnitt von 46,7 Yards.
Nachdem er in seiner dritten Saison ausschließlich als „Holder“ eingesetzt worden war, war er im Folgejahr der primäre Quarterback. Er spielte in 11 Spielen, warf 6 Touchdowns bei 13 Interceptions.
Zur Saison 1992 wechselte er zu den Indianapolis Colts. Hier wurde Tupa als Backup-Quarterback hinter Jack Trudeau und Jeff George aufgestellt.
Nach dieser Saison spielte er nur noch als Punter, nur für Trickspielzüge wurden seine Wurf-Künste weiterhin eingesetzt.
Die Saison 1993 setzte er aus, nachdem er aus dem Roster der Cleveland Browns, kurz vor Saison Beginn gestrichen wurde. Im Folgejahr wurde er allerdings wieder ins Team aufgenommen. Er spielte für zwei Saisons als Starting-Punter. Mit der Saison 1996 wechselte er zu den New England Patriots. Hier blieb er 3 Jahre. Zur Saison 1999 wechselte er zu den New York Jets. In dieser Saison wurde er zum ersten Mal in den Pro Bowl eingeladen. Ebenso warf er in diesem Jahr 2 Touchdowns bei 6 von 11 Versuchen für 165 Yards. 2002 wechselte er zu den Tampa Bay Buccaneers. Mit diesen gewann er den Super Bowl XXXVII.
Zur Saison 2004 wechselte er ein letztes Mal. Dieses Mal zu den Washington Redskins. Die Saison 2005 verbrachte er auf der Verletzungs-Liste.
Zum Frühling 2006 kündigte er seinen Rücktritt vom Pro-Football an.
Tupa erzielte die erste Two-Point Conversion der NFL Geschichte, als er einen gefakten Extra-Punkt-Versuch für die Browns gegen die Cincinnati Bengals im ersten Spiel der Saison 1994 lief. Er erzielte drei solcher Conversions in dieser Saison, womit er den Spitznamen „Two Point Tupa“ bekam.

## Privatleben
Momentan ist er der Offensive Coordinator an seiner High School. Dazu ist er der „Recreation Direktor“ von Brecksville.
Sein Sohn, Tom Tupa III, ist Quarterback an der Miami University in Oxford, Ohio. Sein zweiter Sohn, Tim Tupa, spielt als Wide Receiver an der Bowling Green State University.